# 童非
童非（1961年3月25日—），江西峡江人，中国男子体操运动员。他曾获得1984年奥运会男子单杠银牌（19.975分），以及男子体操团体银牌。